# Josep Ildefons Suñol i Soler
Josep Ildefons Suñol i Soler (Barcelona, 1927 - Barcelona, 11 de novembre de 2019) va ser un empresari, advocat i col·leccionista d'art català, fill de Josep Sunyol i Garriga i Glòria Soler Elias (1898-1995)
Durant la seva trajectòria com a empresari i col·leccionista d'art ha destacat pel seu paper filantròpic i les seves contribucions a la millora social. Aquesta activitat s'ha fet efectiva a través de les fundacions que ha impulsatː la Fundació Glòria Soler, que dona suport a projectes en l'àmbit de la salut, especialment pel que fa a les cures pal·liatives pediàtriques i la lluita contra la sida i la leucèmia, i la Fundació Suñol, inaugurada l'any 2007, amb seu al Passeig de Gràcia, que comprèn més de 1.200 obres i està centrada en la promoció i difusió de l'art contemporani a través de l'organització d'exposicions. La Fundació Suñol és la impulsora d'un projecte de difusió i producció artística d'avantguarda.
L'any 2017 el Govern de la Generalitat de Catalunya li atorgà la Creu de Sant Jordi.